# Maria Guo Li
Św. Maria Guo Li (chiń. 婦郭李瑪利) (ur. 1835 r. w Hujiache, Hebei w Chinach – zm. 7 lipca 1900 r. tamże) – święta Kościoła katolickiego, męczennica.
Maria Guo Li była żoną Gou Zhinfang. Małżeństwo to posiadało wiele dzieci wychowywanych następnie w wierze katolickiej. Podczas  powstania bokserów 7 lipca 1900 r. Maria Guo Li razem z dwiema synowymi, dwoma wnukami i dwiema wnuczkami oddała życie za wiarę. Została ścięta.
Dzień jej wspomnienia to 9 lipca (w grupie 120 męczenników chińskich).
Została beatyfikowana 17 kwietnia 1955 r. przez Piusa XII w grupie Leon Mangin i 55 Towarzyszy. Kanonizowana w grupie 120 męczenników chińskich 1 października 2000 r. przez Jana Pawła II.